# ショッパーズプラザ

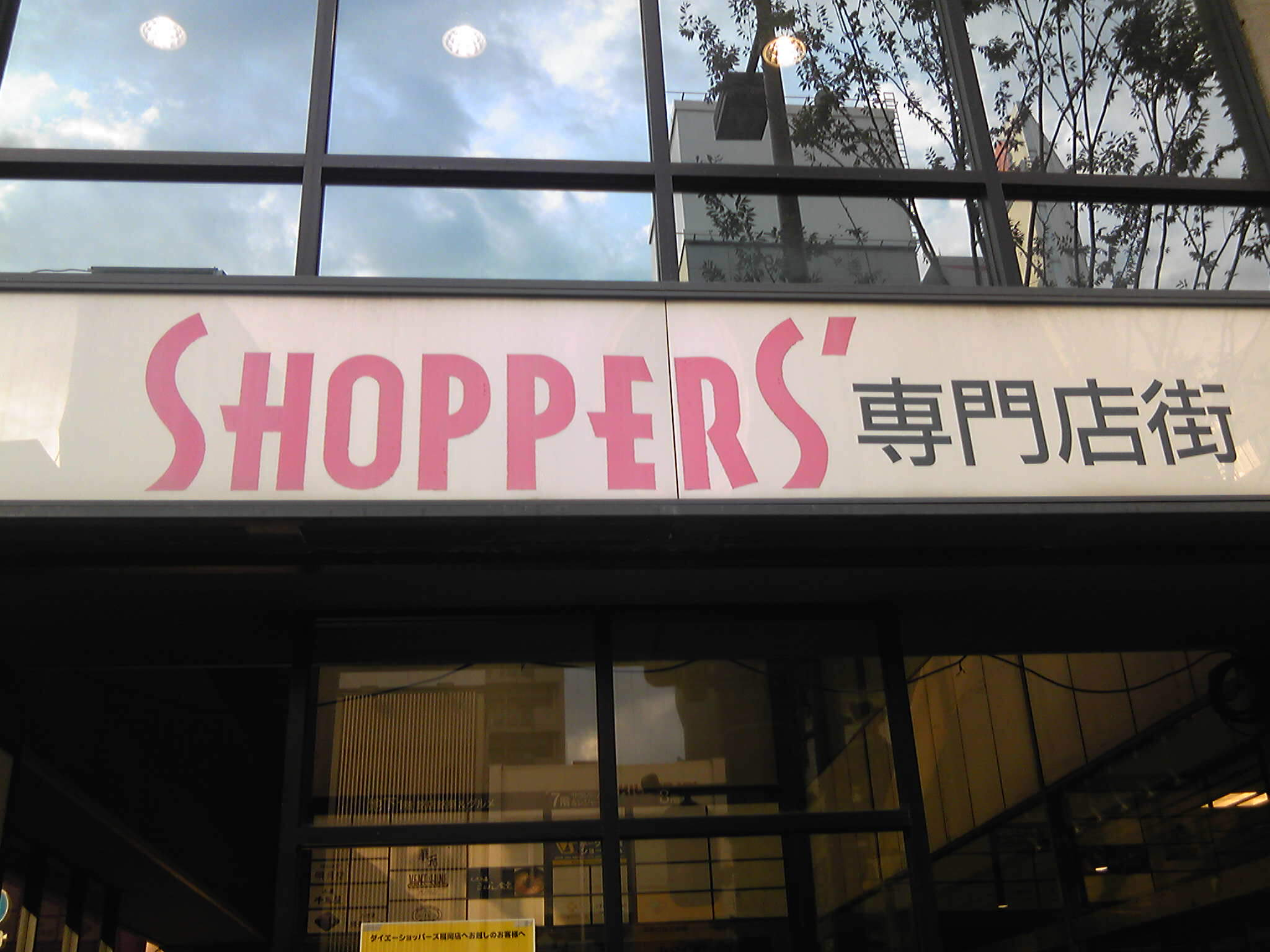
かつて、福岡ショッパーズプラザの専門店街で使われていたロゴマーク
（2011年8月3日撮影）

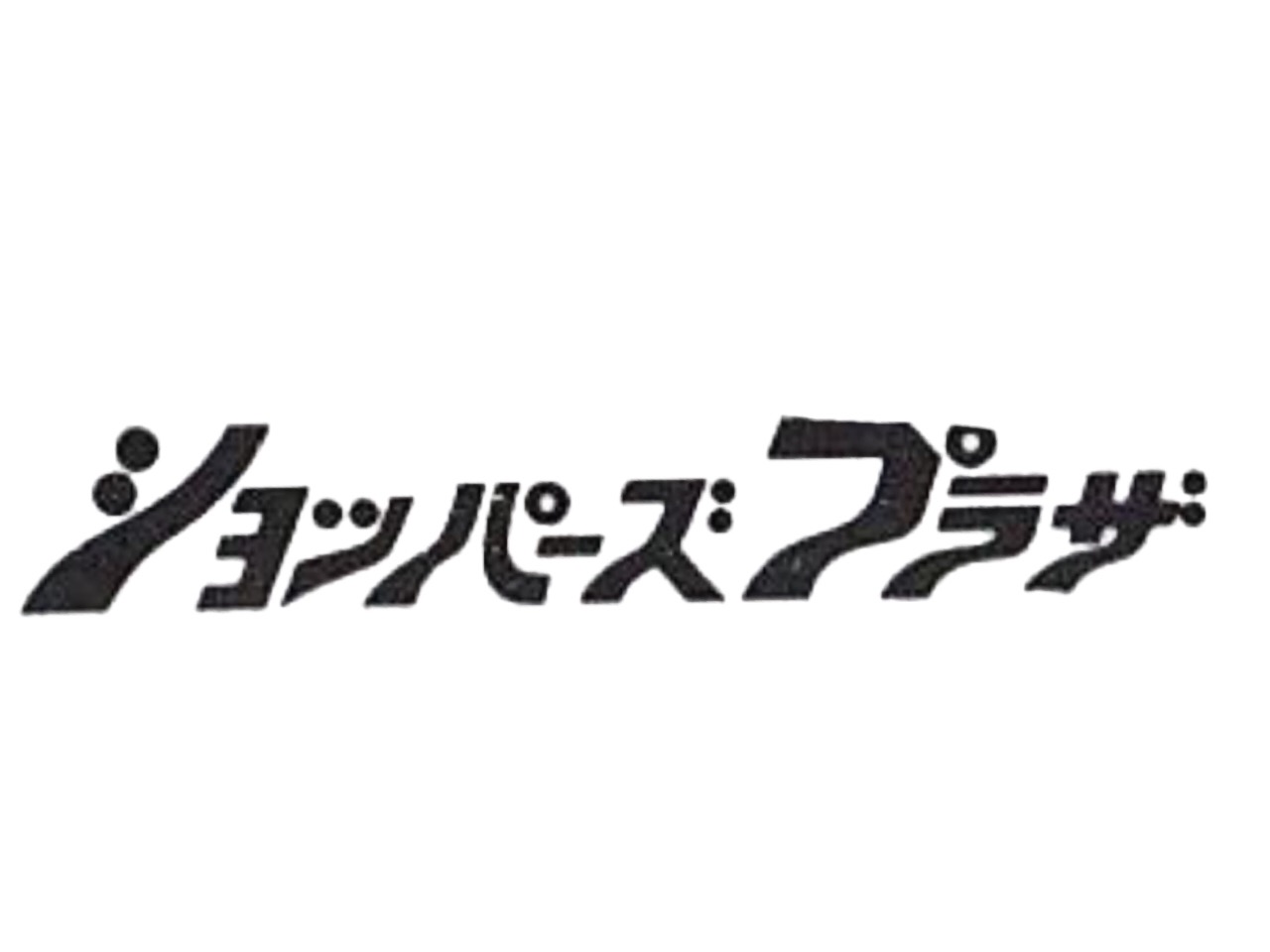
1975年頃まで使われた初代ショッパーズプラザロゴ。

ショッパーズプラザ（英: SHOPPERS PLAZA）は、ダイエーが運営するショッピングモールの店舗ブランド。

## 概要

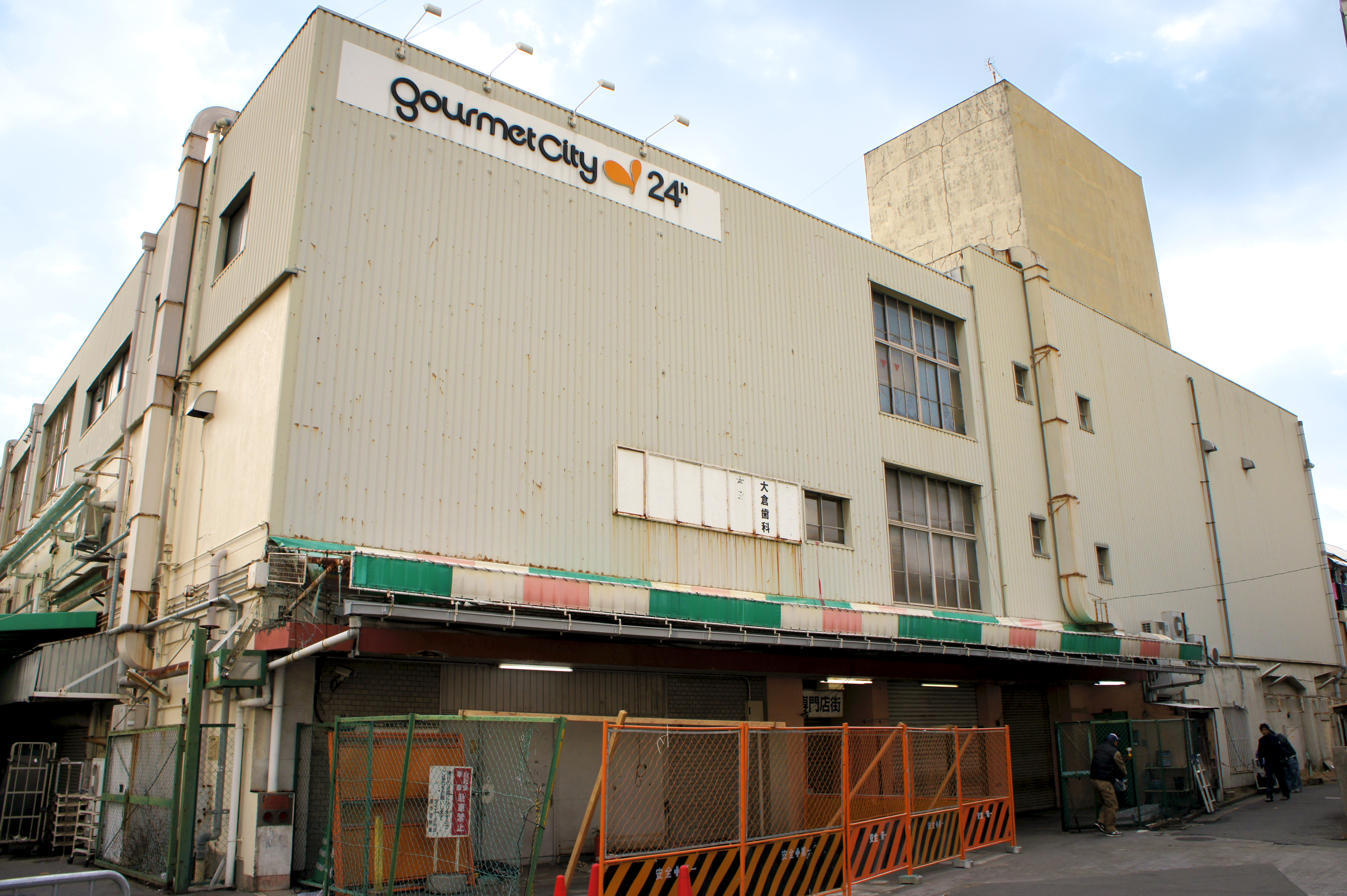
日本初のSC 庄内店
（旧：庄内ショッパーズプラザ）

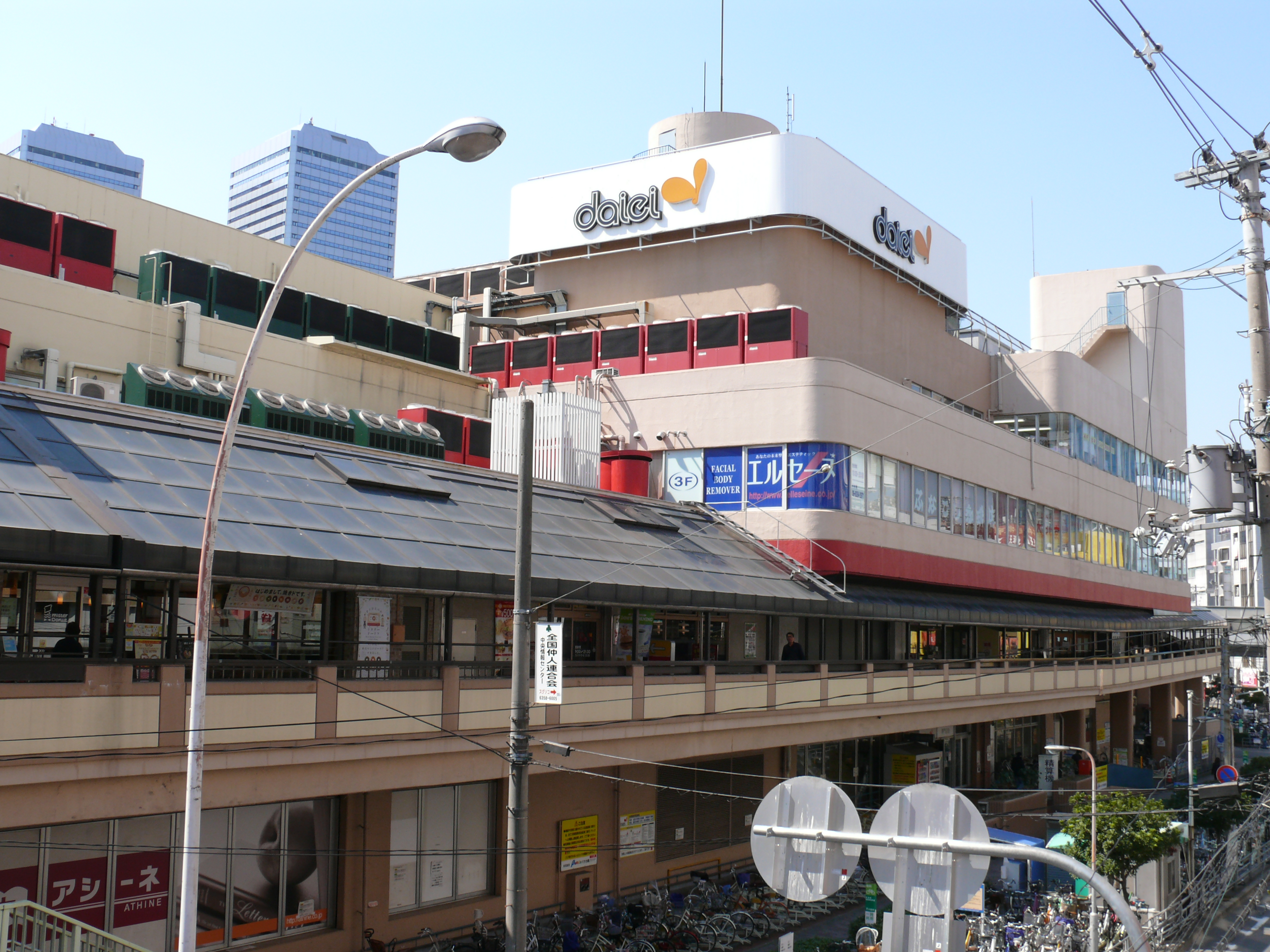
京橋店
（旧：京橋ショッパーズプラザ）

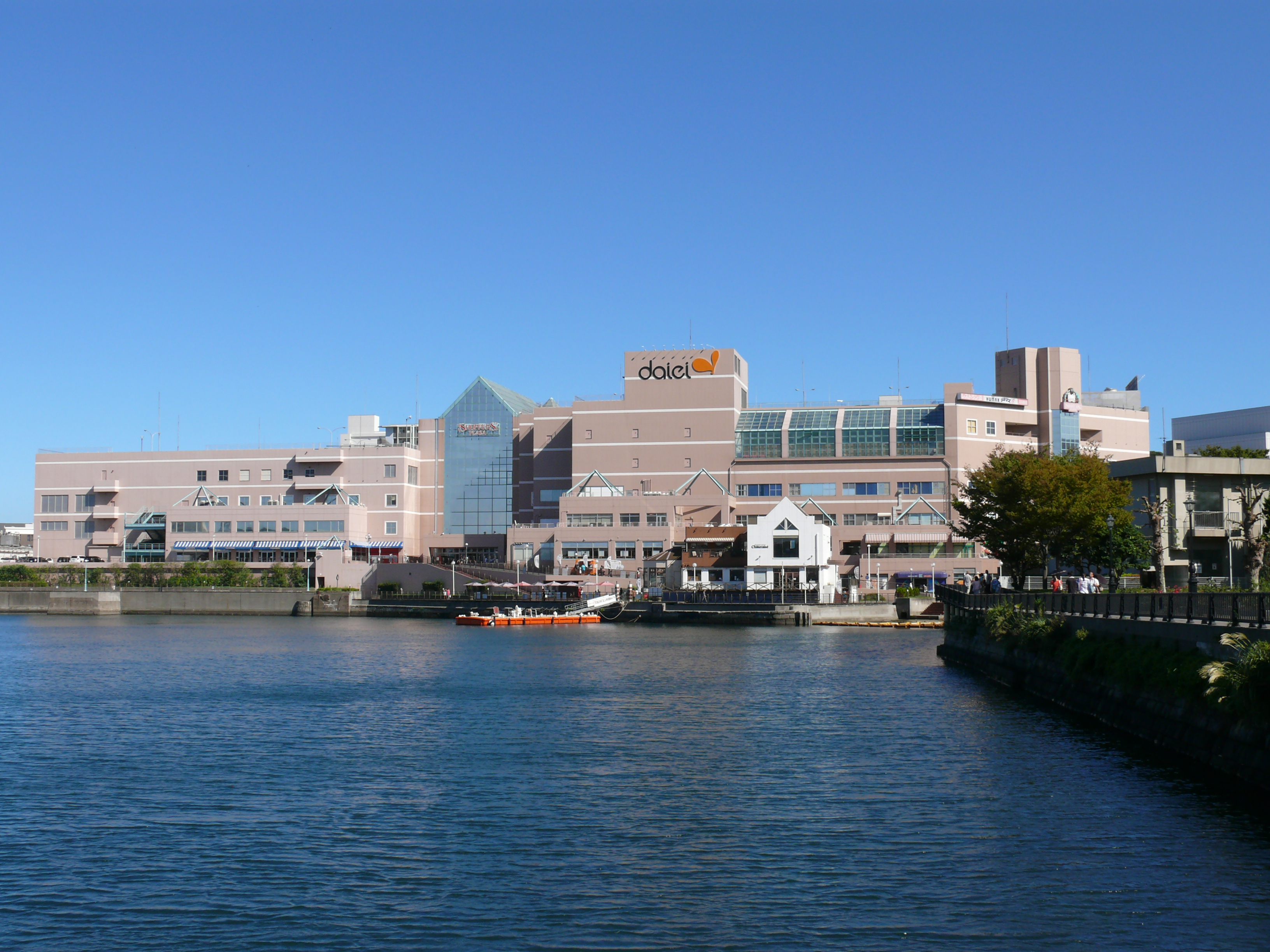
ショッパーズプラザ横須賀（現：コースカベイサイドストアーズ）

創業以来、各地への出店とともに規模を拡大してきたダイエーは、1970年前後になると既に商店街や市場が形成されていた場所に、地方自治体による戦後の市街地再開発事業と連携し、商店街や市場を代替する形での出店を進めるようになる。それに並行してダイエーはショッピングセンターの開発に着手する。
それが1964年（昭和39年）4月5日に開業し、日本初のショッピングセンターとなった大阪府豊中市の庄内店で、スーパーマーケット機能と銀行を兼ね備えた棟と専門店を集中的に入居させる専門店棟の2つに分け集客を図るこの方式は、ダイエーのみならず他社でも採用されることになった。
この成功に際して、商店主会など地元組織が設置した建物にダイエーがキーテナントとして入居する方法のほかに、ダイエーが設置した建物に、直営のスーパーマーケットである「ダイエー」に加えて専門店を多数入居させる方法が正式に採用され、1968年（昭和43年）11月30日に日本初の郊外型ショッピングセンターである香里店が開業した。この香里店に付与された店舗ブランドがショッパーズプラザである。代替元となった商店街や市場の店舗については、これらが専門店街に軒を連ねた例や、あるいはダイエー出店に合わせて店舗を閉じ店主がダイエーの売場従業員となった例など、さまざまであった。
この当時に誕生したショッパーズプラザは、横浜市郊外の戸塚ショッパーズプラザ（現：イオンスタイル戸塚）、大阪市内の京橋ショッパーズプラザ（後にイオン京橋店、現在は閉店）、福岡市天神の福岡ショッパーズプラザ（現：イオンショッパーズ福岡店）」などがある。
その後、ダイエーの出店拡大に伴いショッパーズプラザ業態との相違がなくなったことを受け、1975年のダイエーのシンボルマークの改定時より「ショッパーズ」の店舗ブランドは使用されなくなり、数年後にはショッパーズの全店舗が「ダイエー」に名称統一された。ショッパーズの名称が再び付与されることとなったのは、ダイエーがチェーンストアの規模拡大志向に対応し、ダイエーもGMSに専門店を付加したショッピングセンター（モール）型の店舗を一時期志向し始めた時である。これらの店舗にもショッパーズプラザあるいはショッパーズモールを用いた（ショッパーズモールマリナタウンなど）。しかし同時期に様々なデベロッパーによって広大な敷地を持つ大規模商業施設が多数開業し、しかも年々その規模は拡大化する傾向にあった。一方でダイエーは経営悪化が表面化し、既存店舗の閉鎖を進める必要性が生じるほどとなっており、どんどん大規模化するショッピングモールを新規出店する余力は既にない状態となっていた。
2006年にはダイエー海老名店を業態転換し、ショッパーズプラザ海老名とした。元からのダイエー店舗の売場に他の業者を出店させる方式は既に他店舗で多くの実例があったが、他の業者の出店エリアを専門店街として直営売場とは明確に区別した点は新しい試みであった。直営売場と専門店街との区別の結果、ショッパーズプラザ海老名が誕生し直営売場はグルメシティ海老名店に変更された。なおその際に直営売場と専門店街との相乗効果を図る目的で、子会社の株式会社OPAで使われているプロパティマネジメント手法を導入している。
ダイエーが撤退した後も、ショッパーズとして多少の改名がされつつも存続しているSCも存在し、日本全国にその名残がうかがえる。
2015年1月1日から親会社となったイオンの方針より、ダイエーはイオングループの食品スーパー事業の中核を担うこととなった。イオンは2016年3月1日までに、イオングループ各社に現存する下記店舗を含むダイエーの一部大型店の営業権を承継した。その中には承継までショッパーズの名前を使用してきた大型ショッピングモールのショッパーズプラザ横須賀（現：コースカベイサイドストアーズ）、ショッパーズプラザ新浦安が該当したが、イオンモール等のイオングループの商業ブランドへの転換はなく、イオンリテールの運営によるショッパーズプラザとしてブランドを残すこととなった。しかしその後、ショッパーズプラザ新浦安は2017年5月に「イオン新浦安店」へ転換（2020年4月に「イオン新浦安ショッピングセンター」に再改称）され、ショッパーズプラザ横須賀は2019年3月31日をもって一旦閉店したため、2022年時点ではショッパーズプラザ海老名1店舗のみ現存する。

## 店舗

### 現存する店舗
| 店舗名                                | 所在地           | 開業日                   | 備考                                                           |
| ------------------------------------- | ---------------- | ------------------------ | -------------------------------------------------------------- |
| ショッパーズプラザ海老名 （海老名店） | 神奈川県海老名市 | 1984年（昭和59年）9月2日 | 旧海老名店を改装。ダイエー初のプロパティマネジメント導入店舗。 |

### ダイエーが運営していた旧ショッパーズプラザ
かつては上述の通り、ダイエーはチェーン展開を開始してロゴマークを変更する1975年に至るまで日本全国で「ショッパーズプラザ」を掲げ地域と連携を図ってきたが、順次その名前を外した。

#### 北海道・東北・関東地区
| 店舗名                                    | 住所                           | 現状 | 開業日                     |
| ----------------------------------------- | ------------------------------ | --- | -------------------------- |
| 札幌ショッパーズプラザ （札幌店）         | 北海道札幌市中央区             | 閉店（1993年（平成5年）） | 1973年（昭和48年）11月26日 |
| 盛岡ショッパーズプラザ （盛岡店）         | 岩手県盛岡市                   | 閉店 (2005年（平成17年）11月27日） | 1973年（昭和48年）5月18日  |
| 山形ショッパーズプラザ （山形店）         | 山形県山形市                   | 閉店（2005年（平成17年）11月20日） | 1972年（昭和47年）6月15日  |
| 仙台ショッパーズプラザ （仙台店）         | 宮城県仙台市青葉区             | イオンリテール東北カンパニー（現：イオン東北）に継承され継続（イオン仙台店） →閉店（2025年（令和7年）2月28日）                                    | 1975年（昭和50年）9月9日   |
| 水戸ショッパーズプラザ （水戸店）         | 茨城県水戸市                   | 閉店（2005年（平成17年）10月31日） | 1973年（昭和48年）11月9日  |
| 草加ショッパーズプラザ （草加店）         | 埼玉県草加市                   | 建物を建て替え継続 | 1974年（昭和49年）4月5日   |
| 志木ショッパーズプラザ （志木店）         | 埼玉県志木市                   | 閉店（2013年（平成25年）7月31日） | 1974年（昭和49年）11月13日 |
| 千葉ショッパーズプラザ （千葉店）         | 千葉県千葉市                   | 閉店 | 1973年（昭和48年）         |
| 木更津ショッパーズプラザ （木更津店）     | 千葉県木更津市                 | 閉店 | 1973年（昭和48年）12月23日 |
| ショッパーズプラザ新浦安 （新浦安店）     | 千葉県浦安市                   | イオンリテールに継承され継続 （イオン新浦安ショッピングセンター）                                                                                 | 1990年（平成2年）6月28日   |
| 大島ショッパーズプラザ （大島店）         | 東京都江東区                   | 閉店(再出店の方針)(2021年(令和3年)2月28日) | 1973年（昭和48年）         |
| 赤羽ショッパーズプラザ （赤羽店）         | 東京都北区                     | 建物を建て替え継続 | 1969年（昭和44年）12月5日  |
| 碑文谷ショッパーズプラザ （碑文谷店）     | 東京都目黒区                   | イオンリテールに継承され継続 （イオンスタイル碑文谷）                                                                                             | 1975年（昭和50年）4月1日   |
| 立川ショッパーズプラザ （立川店）         | 東京都立川市                   | 閉店（2014年（平成26年）2月28日） | 1970年（昭和45年）11月3日  |
| 八王子ショッパーズプラザ （八王子店）     | 東京都八王子市                 | 建物を建て替え継続 | 1970年（昭和45年）11月13日 |
| 原町田ショッパーズプラザ （原町田店）     | 東京都町田市                   | 建物を建て替え継続 （2013年（平成25年）3月31日旧店舗閉店） （2016年（平成28年）7月21日新店舗開店)                                                 | 1969年（昭和44年）6月20日  |
| 向ヶ丘ショッパーズプラザ （向ヶ丘店）     | 神奈川県川崎市多摩区登戸       | 閉店（再出店の方針）（2020年（令和2年）9月30日）                                                                                                  | 1971年（昭和46年）9月10日  |
| 鶴見ショッパーズプラザ （鶴見店）         | 神奈川県横浜市鶴見区           | 閉店 | 1971年（昭和46年）4月      |
| 横浜西口ショッパーズプラザ （横浜西口店） | 神奈川県横浜市西区             | 建物を建て替えて継続 （ダイエー横浜西口店→建て替え→CeeU Yokohama） （2019年（平成31年）2月11日旧店舗閉店） （2023年（令和5年）12月15日新店舗開店) | 1972年（昭和47年）4月5日   |
| 上大岡ショッパーズプラザ （上大岡店）     | 神奈川県横浜市港南区上大岡386  | 閉店 | 1969年（昭和44年）12月5日  |
| 長津田ショッパーズプラザ （長津田店）     | 神奈川県横浜市緑区長津田町1976 | 閉店 | 1970年（昭和45年）3月26日  |
| 戸塚ショッパーズプラザ （戸塚店）         | 神奈川県横浜市戸塚区吉田町884  | イオンリテールに継承され継続 （イオン戸塚店→建て替え→イオンスタイル戸塚）                                                                         | 1972年（昭和47年）3月25日  |
| ショッパーズプラザ横須賀 （横須賀店）     | 神奈川県横須賀市               | イオンリテールに継承され継続 →閉店（2019年（平成31年）3月31日）                                                                                   | 1991年（平成3年）4月25日   |
| 藤沢ショッパーズプラザ （藤沢店）         | 神奈川県藤沢市                 | 建物を建て替えて継続 （2010年（平成22年）8月22日旧店舗閉店） （2011年（平成23年）10月8日新店舗開店）                                              | 1974年（昭和49年）6月22日  |

#### 北陸・甲信越地区
| 店舗名                            | 住所         | 現状                               | 開業日                      |
| --------------------------------- | ------------ | ---------------------------------- | --------------------------- |
| 新潟ショッパーズプラザ （新潟店） | 新潟県新潟市 | 閉店（2005年（平成17年）11月30日） | 1973年（昭和48年）11月23日  |
| 高岡ショッパーズプラザ （高岡店） | 富山県高岡市 | 閉店（1999年（平成11年）5月31日）  | 1976年（昭和51年）10月1日   |
| 甲府ショッパーズプラザ （甲府店） | 山梨県甲府市 | 閉店（1999年（平成11年）11月14日） | 1974年（昭和49年）11月 25日 |

#### 東海地区
| 店舗名                                | 住所                 | 現状                                                                                                 | 開業日                     |
| ------------------------------------- | -------------------- | --- | -------------------------- |
| 豊橋ショッパーズプラザ （豊橋店）     | 愛知県豊橋市         | 閉店（1998年（平成10年）5月）                                                                        | 1972年（昭和47年）9月8日   |
| 安城ショッパーズプラザ （安城店）     | 愛知県安城市         | 閉店                                                                                                 | 1973年（昭和48年）         |
| 金山ショッパーズプラザ （金山店）     | 愛知県名古屋市中区   | 建物を建て替え→イオンリテールに承継され継続 （2012年（平成24年）9月30日旧店舗閉店） （イオン金山店） | 1973年（昭和48年）6月30日  |
| 栄ショッパーズプラザ （栄店）         | 愛知県名古屋市中区   | 閉店（2005年（平成17年）10月31日）                                                                   | 1971年（昭和46年）5月13日  |
| 今池ショッパーズプラザ （今池店）     | 愛知県名古屋市千種区 | イオンリテールに承継され継続 （イオン今池店） ↓ 閉店（2024年（令和6年）2月29日）                     | 1969年（昭和44年）11月30日 |
| 上飯田ショッパーズプラザ （上飯田店） | 愛知県名古屋市北区   | イオンリテールに承継され継続 （イオン上飯田店→建て替え→そよら上飯田）                                | 1973年（昭和48年）         |
| 鳴子ショッパーズプラザ （鳴子店）     | 愛知県名古屋市天白区 | 閉店（2013年（平成25年）7月31日）                                                                    | 1972年（昭和47年）9月15日  |
| 高辻ショッパーズプラザ （高辻店）     | 愛知県名古屋市昭和区 | 閉店                                                                                                 | 1973年（昭和48年）6月      |

#### 近畿地区
| 店舗名                                                                   | 住所                             | 現状                                                                            | 開業日                     |
| ------------------------------------------------------------------------ | -------------------------------- | ------------------------------------------------------------------------------- | -------------------------- |
| 藤の森ショッパーズプラザ （藤森店）                                      | 京都府京都市伏見区深草キトロ町82 | 閉店（2013年（平成25年）5月6日）                                                | 1975年（昭和50年）6月27日  |
| 香里ショッパーズプラザ （香里店）                                        | 大阪府寝屋川市香里南之町36-20    | 閉店（2005年（平成17年）8月31日）                                               | 1968年（昭和43年）11月30日 |
| 樟葉ショッパーズプラザ （樟葉店）                                        | 大阪府枚方市                     | 閉店                                                                            | 1972年（昭和47年）4月1日   |
| 高槻ショッパーズプラザ （高槻店）                                        | 大阪府高槻市                     | 閉店（2000年（平成12年）10月31日）                                              | 1971年（昭和46年）11月30日 |
| 富田ショッパーズプラザ （富田店）                                        | 大阪府高槻市                     | 閉店                                                                            | 1972年（昭和47年）10月     |
| 茨木ショッパーズプラザ （茨木店）                                        | 大阪府茨木市                     | 閉店                                                                            | 1968年（昭和43年）11月30日 |
| ショッパーズ南茨木 （南茨木店）                                          | 大阪府茨木市                     | 閉店                                                                            | 1991年（平成3年）4月       |
| 箕面ショッパーズプラザ （箕面店）                                        | 大阪府箕面市                     | グルメシティ箕面店 →閉店(2001年5月31日)                                         | 1971年（昭和46年）4月2日   |
| 池田ショッパーズプラザ （池田店）                                        | 大阪府池田市                     | 閉店                                                                            | 1967年（昭和42年）9月      |
| 三国ショッパーズプラザ （三国店）                                        | 大阪府大阪市淀川区               | 閉店（2002年（平成14年）11月29日）                                              | 1960年（昭和35年）11月17日 |
| 京橋ショッパーズプラザ （京橋店）                                        | 大阪府大阪市                     | イオンリテールに継承され継続 →閉店（2019年（令和元年）9月30日）                 | 1971年（昭和46年）11月     |
| 庄内ショッパーズプラザ （庄内店）                                        | 大阪府豊中市庄内西町2-23-23      | 建物を建て替えて継続                                                            | 1964年（昭和39年）4月5日   |
| 曽根ショッパーズプラザ （曽根店）                                        | 大阪府豊中市曽根東町3-37-9       | 継続                                                                            | 1971年（昭和46年）6月30日  |
| 古川橋ショッパーズプラザ （古川橋店）                                    | 大阪府門真市                     | 閉店                                                                            | 1971年（昭和46年）         |
| 大和田ショッパーズプラザ （大和田店）                                    | 大阪府門真市                     | 閉店（2001年（平成13年）8月19日）                                               | 1969年（昭和44年）         |
| 住道ショッパーズプラザ （住道店）                                        | 大阪府大東市                     | 建物を建て替え継続                                                              | 1972年（昭和47年）         |
| 四条畷ショッパーズプラザ （四条畷店）                                    | 大阪府大東市                     | 継続                                                                            | 1971年（昭和46年）7月9日   |
| 松原ショッパーズプラザ （松原店）                                        | 大阪府松原市                     | 閉店                                                                            | 1972年（昭和47年）6月30日  |
| 柏原ショッパーズプラザ （柏原店）                                        | 大阪府柏原市                     | 閉店                                                                            | 1972年（昭和47年）11月     |
| ショッパーズモール泉佐野 （泉佐野店）                                    | 大阪府泉佐野市                   | 閉店                                                                            | 2000年（平成12年）3月2日   |
| 貝塚ショッパーズプラザ （貝塚店）                                        | 大阪府貝塚市                     | 閉店                                                                            | 1972年（昭和47年）         |
| 春木ショッパーズプラザ （春木店）                                        | 大阪府岸和田市                   | 閉店                                                                            | 1972年（昭和47年）11月30日 |
| 中百舌鳥ショッパーズプラザ （中もず店）                                  | 大阪府堺市北区                   | 閉店（2004年（平成16年）8月31日）                                               | 1970年（昭和45年）11月29日 |
| 津久野ショッパーズプラザ （津久野店）                                    | 大阪府堺市西区                   | 建物を建て替え継続                                                              | 1972年（昭和47年）11月30日 |
| 栂ショッパーズプラザ （栂店）                                            | 大阪府堺市南区                   | 継続                                                                            | 不明                       |
| 金剛ショッパーズプラザ （金剛店）                                        | 大阪府大阪狭山市                 | イオンリテールに継承され継続 （イオン金剛店→建て替え→そよら金剛として再開予定） | 不明                       |
| 尼崎ショッパーズプラザ （尼崎店）                                        | 兵庫県尼崎市昭和通り7-243        | 閉店（2010年（平成22年）2月28日）                                               | 1966年（昭和41年）11月3日  |
| 三和ショッパーズプラザ （三和店）                                        | 兵庫県尼崎市                     | 閉店                                                                            | 1969年（昭和44年）12月13日 |
| 鈴蘭台ショッパーズプラザ （鈴蘭台店）                                    | 兵庫県神戸市北区                 | 継続                                                                            | 1974年（昭和49年）         |
| 垂水ショッパーズプラザ （垂水店）                                        | 兵庫県神戸市垂水区               | 閉店（2005年（平成17年）10月31日）                                              | 1969年（昭和44年）11月28日 |
| 舞子ショッパーズプラザ （舞子店）                                        | 兵庫県神戸市垂水区               | 継続                                                                            | 1966年（昭和41年）10月28日 |
| 明石ショッパーズプラザ （明石店）                                        | 兵庫県明石市大明石町1-3-6        | 閉店（2005年（平成17年）8月31日）                                               | 1966年（昭和41年）10月28日 |
| 加古川ショッパーズプラザ （加古川店）                                    | 兵庫県加古川市                   | 閉店                                                                            | 1973年（昭和48年）         |
| 姫路駅前ショッパーズプラザ （姫路駅前店） （初代）姫路ショッパーズプラザ | 兵庫県姫路市光源寺前町           | 閉店（1999年（平成11年）6月）                                                   | 1964年（昭和39年）10月16日 |
| 姫路ショッパーズプラザ （姫路店）                                        | 兵庫県姫路市                     | 閉店（2002年（平成14年）1月14日）                                               | 1974年（昭和49年）12月6日  |
| 竜野ショッパーズプラザ （竜野店）                                        | 兵庫県龍野市（現・たつの市）     | イオンリテールに継承され継続 （イオン竜野店） ↓ 閉店(2022年（令和4年）10月31日) | 1973年（昭和48年）12月5日  |
| 奈良ショッパーズプラザ （奈良店）                                        | 奈良県奈良市油阪町2              | 閉店（2005年（平成17年）11月20日）                                              | 1971年（昭和46年）11月23日 |
| 八木ショッパーズプラザ （八木店）                                        | 奈良県橿原市                     | 閉店                                                                            | 1973年（昭和48年）4月      |

#### 中国地区
| 店舗名                                    | 住所                             | 現状                               | 開業日                     |
| ----------------------------------------- | -------------------------------- | ---------------------------------- | -------------------------- |
| 鳥取ショッパーズプラザ （鳥取店）         | 鳥取県鳥取市                     | 閉店                               | 1972年（昭和47年）9月22日  |
| ショッパーズモール岡山南 （岡山南店）     | 岡山県岡山市南区                 | 出店中止                           | なし                       |
| 倉敷ショッパーズプラザ （倉敷店）         | 岡山県倉敷市昭和                 | 閉店（2002年（平成14年）5月31日）  | 1970年（昭和45年）7月10日  |
| 福山ショッパーズプラザ （福山店）         | 広島県福山市三之丸町8            | 閉店（2005年（平成17年）10月31日） | 1968年（昭和43年）8月16日  |
| 広島ショッパーズプラザ （広島店）         | 広島県広島市南区                 | 閉店（2005年（平成17年）11月27日） | 1970年（昭和45年）4月18日  |
| 広島駅前ショッパーズプラザ （広島駅前店） | 広島県広島市南区                 | 閉店（2005年（平成17年）11月27日） | 1971年（昭和46年）11月12日 |
| 徳山ショッパーズプラザ （徳山店）         | 山口県徳山市常盤町2-34           | 閉店（2001年（平成13年）1月31日）  | 1970年（昭和45年）10月30日 |
| 山口ショッパーズプラザ （山口店）         | 山口県山口市道場門前町字道場門前 | 閉店（1998年（平成10年）6月30日）  | 1969年（昭和44年）10月17日 |
| 宇部ショッパーズプラザ （宇部店）         | 山口県宇部市                     | 閉店                               | 1971年（昭和46年）11月3日  |

#### 四国地区
| 店舗名                                | 住所                  | 現状     | 開業日                    |
| ------------------------------------- | --------------------- | -------- | ------------------------- |
| 三島ショッパーズプラザ （伊予三島店） | 愛媛県四国中央市      | 閉店     | 1999年                    |
| 徳島ショッパーズプラザ （徳島店）     | 徳島県徳島市          | 閉店     | 1971年（昭和46年）6月18日 |
| ショッパーズモール屋島 （屋島店）     | 香川県高松市          | 閉店（） | 1997年（平成9年）11月27日 |
| 千舟ショッパーズプラザ （千舟店）     | 愛媛県松山市千舟町4-4 | 閉店     | 1970年（昭和45年）12月4日 |

#### 九州・沖縄地区
| 店舗名                                                        | 住所                     | 現状 | 開業日                     |
| ------------------------------------------------------------- | ------------------------ | --- | -------------------------- |
| 福岡ショッパーズプラザ （福岡店）                             | 福岡県福岡市中央区       | イオン九州に承継され継続 （イオンショッパーズ福岡店）                                                     | 1971年（昭和46年）6月15日  |
| ショッパーズモールマリナタウン （マリナタウン店）             | 福岡県福岡市西区         | イオン九州に承継され継続 （イオンマリナタウン店）                                                         | 2000年（平成12年）3月2日   |
| ショッパーズモールなかま （ダイエーショッパーズモールなかま） | 福岡県中間市             | イオン九州に承継され継続 （初代・イオンなかま店→建て替え→2代目・イオンなかま店）                          | 1998年（平成10年）11月20日 |
| 久留米ショッパーズプラザ （久留米店）                         | 福岡県久留米市東町天神田 | 閉店 | 1970年（昭和45年）11月     |
| 佐賀ショッパーズプラザ （佐賀店）                             | 佐賀県佐賀市             | 閉店 | 1972年（昭和47年）1月      |
| 長崎ショッパーズプラザ （長崎店）                             | 長崎県長崎市             | イオン九州に承継され継続 （イオン長崎店）                                                                 | 1971年（昭和46年）11月25日 |
| 大分ショッパーズプラザ （大分店）                             | 大分県大分市             | 閉店（2000年（平成12年）1月11日）                                                                         | 1973年（昭和48年）11月     |
| 宮崎ショッパーズプラザ （宮崎店）                             | 宮崎県宮崎市             | イオン九州に承継され継続 （イオン南宮崎店）                                                               | 1973年（昭和48年）11月23日 |
| 都城ショッパーズプラザ （都城店）                             | 宮崎県都城市             | イオンモールへ建て替え後イオン九州に承継し継続 （2008年（平成20年）12月1日新店舗開店 （イオン都城駅前店） | 1973年（昭和48年）11月30日 |
| 鹿児島ショッパーズプラザ （鹿児島店）                         | 鹿児島県鹿児島市         | イオン九州に承継され継続ののち閉店 （イオン鹿児島鴨池店、2024年（令和6年）8月31日）                       | 1975年（昭和50年）7月11日  |
| ショッパーズモールネーブルカデナ （Kou'Sネーブルカデナ店）    | 沖縄県那覇市             | 閉店（2002年（平成14年）8月25日）                                                                         | 1999年（平成11年）4月22日  |
| 那覇ショッパーズプラザ （那覇店）                             | 沖縄県那覇市             | 閉店（2005年（平成17年）11月20日）                                                                        | 1975年（昭和50年）5月4日   |

### ダイエーの関連会社が運営していたショッパーズ関連店舗
| 店舗名                                  | 住所                      | 運営会社                 | 現状                                                                   | 開業日                  |
| --------------------------------------- | ------------------------- | ------------------------ | ---------------------------------------------------------------------- | ----------------------- |
| 湯の川ショッパーズプラザ                | 北海道函館市              | ホリタ                   | グルメシティ湯川店→湯川店→ イオン北海道に承継され継続 （イオン湯川店） |                         |
| ショッパーズ弘前 （ショッパーズ弘前店） | 青森県弘前市              | ショッパーズ弘前         | 閉店（2005年（平成17年）10月31日）                                     | 1994年（平成6年）3月4日 |
| 北山ショッパーズモール                  | 京都府京都市北区          | サカエ                   | グルメシティ北山店                                                     |                         |
| ショッパーズプラザコーチ                | 高知県高知市              | ショッパーズプラザコーチ | 帯屋町チェントロ                                                       | 1979年（昭和54年）      |
| ショッパーズプラザ南海                  | 愛媛県新居浜市若水町2-6-5 | 南海百貨店               | 閉店（1999年（平成11年）5月31日）                                      | 1971年（昭和46年）9月   |
| 三津ショッパーズプラザ （コーノ三津店） | 愛媛県松山市              | コーノ                   | 閉店（2007年（平成19年）7月18日）                                      | 1976年（昭和51年）      |
| 今治ショッパーズプラザ                  | 愛媛県今治市旭町1丁目     | 今治デパート             | 閉店                                                                   | 1972年（昭和47年）      |
| 三島ショッパーズプラザ                  | 愛媛県今治市              | 今治デパート             | 閉店                                                                   |                         |
| ショッパーズ糸満                        | 沖縄県糸満市              | ショッパーズイトマン     | 閉店（2002年（平成14年）8月31日）                                      | 1986年（昭和61年）      |